# 胡以晃
胡以晃（1812年—1856年），一名胡二妹，清朝廣西平南人，太平天國將領。永安建制之时获封护天侯，后封豫王，后因战事败北降为护天豫（豫爵来成为太平天国爵位之一）。

## 生平
胡以晃生于富家，後來成為武秀才，道光末年加入拜上帝會。1850年初，胡以晃賣了自己的田產，把錢捐給急需經費舉事的拜上帝會。洪秀全起兵反清後，胡以晃在1851年12月在永安被封為春官正丞相。
太平天國在1853年定都天京後，5月派胡以晃和賴漢英等人率領水軍千餘艘船隻和陸軍二萬多人從天京沿長江西征，6月再佔安慶，6月底西征軍到達江西南昌城下，久攻南昌不下，只好放棄。西征軍離開南昌後，兵分兩路，胡以晃指揮其中一支向安徽進軍，1854年1月围歼安徽巡抚江忠源部，攻下庐州（今合肥），迫使江忠源自殺。
胡以晃在1854年被封為豫王，不久因為打敗仗而被撤銷王爵，降為「護天豫」；1855年与石达开、秦日纲打败湘军曾国藩和湖广总督杨霈，三克武昌。
1856年在江西临江（今清江）病死，他的兒子胡萬勝後來當上了「幼豫王」。